# Battaglia di Capo Rachado
La battaglia di Capo Rachado del 1606 fu uno scontro militare tra la Compagnia olandese delle Indie orientali e la marina dell'impero portoghese.
La battaglia segnò l'inizio di un conflitto tra le forze olandesi/Johor ed i portoghesi. Fu la più grande battaglia navale dell'arcipelago della Malacca tra due superpotenze navali dell'epoca con 31 navi in tutto (11 olandesi e 20 portoghesi). Per quanto la battaglia si concluse con la vittoria dei portoghesi, la ferocia dello scontro e le notevoli perdite convinsero il sultanato di Johor a supportare sempre più attivamente gli olandesi, portando poi alla capitolazione dei portoghesi.

## Partenza ed alleanza con Johor
Malacca, che già era capitale del Sultanato di Malacca, venne assediata dai portoghesi nel 1511, costringendo il sultano a ritirarsi ed a fondare lo stato successore di Johor e continuare la guerra da questa nuova posizione. Il porto della città, che i portoghesi avevano tramutato in una formidabile fortezza, era strategicamente situato nel bel mezzo degli stretti omonimi e controllava il commercio marittimo delle spezie nell'arcipelago della Malaysia, rivelandosi estremamente fruttuoso per la tratta commerciale tra Europa ed Estremo Oriente. La Compagnia olandese delle Indie orientali aveva deciso di espandersi ulteriormente ad est per neutralizzare il monopolio portoghese, in particolare in Malacca.
La flotta impiegata nello scontro era la terza inviata dalla compagnia olandese delle Indie britanniche e constava di 11 navi – Oranje, Nassau, Middelburg, Witte Leeuw, Zwarte Leeuw, Mauritius, Grote Zon, Amsterdam, Kleine Zon, Erasmus e Geuniveerde Provincien. La Oranje era guidata dall'ammiraglio Cornelis Matelief de Jonge. La flotta olandese salpò da Texel, in Olanda, il 12 maggio 1605. I marinai vennero avvisati di star partendo alla volta di un viaggio commerciale e solo Jonge sapeva il reale scopo della sua missione, ovvero assediare Malacca e costringere i portoghesi alla resa.
Il gruppo passò Malacca nell'aprile del 1606 e giunse a Johor il 1º maggio 1606 dove venne negoziata un'alleanza col sultanato locale. Il patto venne formalmente concluso il 17 maggio 1606 e con esso Johor si accordò formalmente per congiungere i propri sforzi nel tentativo di sloggiare i portoghesi da Malacca. A differenza dei portoghesi, gli olandesi ed i Johor si accordarono per rispettare le relative differenze religiose ed il diritto al commercio di Johor a Malacca. Gli olandesi non avrebbero inoltre mosso guerra al sultanato per alcun motivo. In effetti, l'accordo servì più che altro a limitare l'influenza degli olandesi nella penisola della Malaysia, mentre si sarebbero concentrati nelle isole attorno.

### La flotta olandese

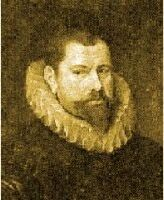
Cornelius Matelief de Jonge

| Nome                   | Note                                                                                               |
| ---------------------- | -------------------------------------------------------------------------------------------------- |
| Oranje                 | 700 tonnellate, nave ammiraglia dall'ammiraglio Cornelis Matelief de Jonge, capitanata da Dirk Mol |
| Nassau                 | 320 tonnellate, capitanata da Wouter Jacobz, affondata il 18 agosto                                |
| Middelburg             | 600 tonnellate, capitanata da Simon Lambers, affondata il 18 agosto                                |
| Witte Leeuw            | 540 tonnellate, capitanata da Claas Jansz                                                          |
| Zwarte Leeuw           | 600 tonnellate, capitanata da Abraham Mathijsz                                                     |
| Mauritius              | 700 tonnellate, capitanata da Gerrit Klaasz                                                        |
| Groote Zon             | 540 tonnellate, capitanata da Gerard Hendriksz                                                     |
| Amsterdam              | 700 tonnellate, vice ammiraglia di Olivier de Vivere, capitanata da Reynier Lamberts               |
| Kleine Zon             | 220 tonnellate, capitanata da Cornelis Jorisz                                                      |
| Erasmus                | 500 tonnellate, capitanata da Osier Cornelisz                                                      |
| Geuniveerde Provincien | 400 tonnellate, capitanata da Antoine Antoniscz                                                    |

### Flotta portoghese

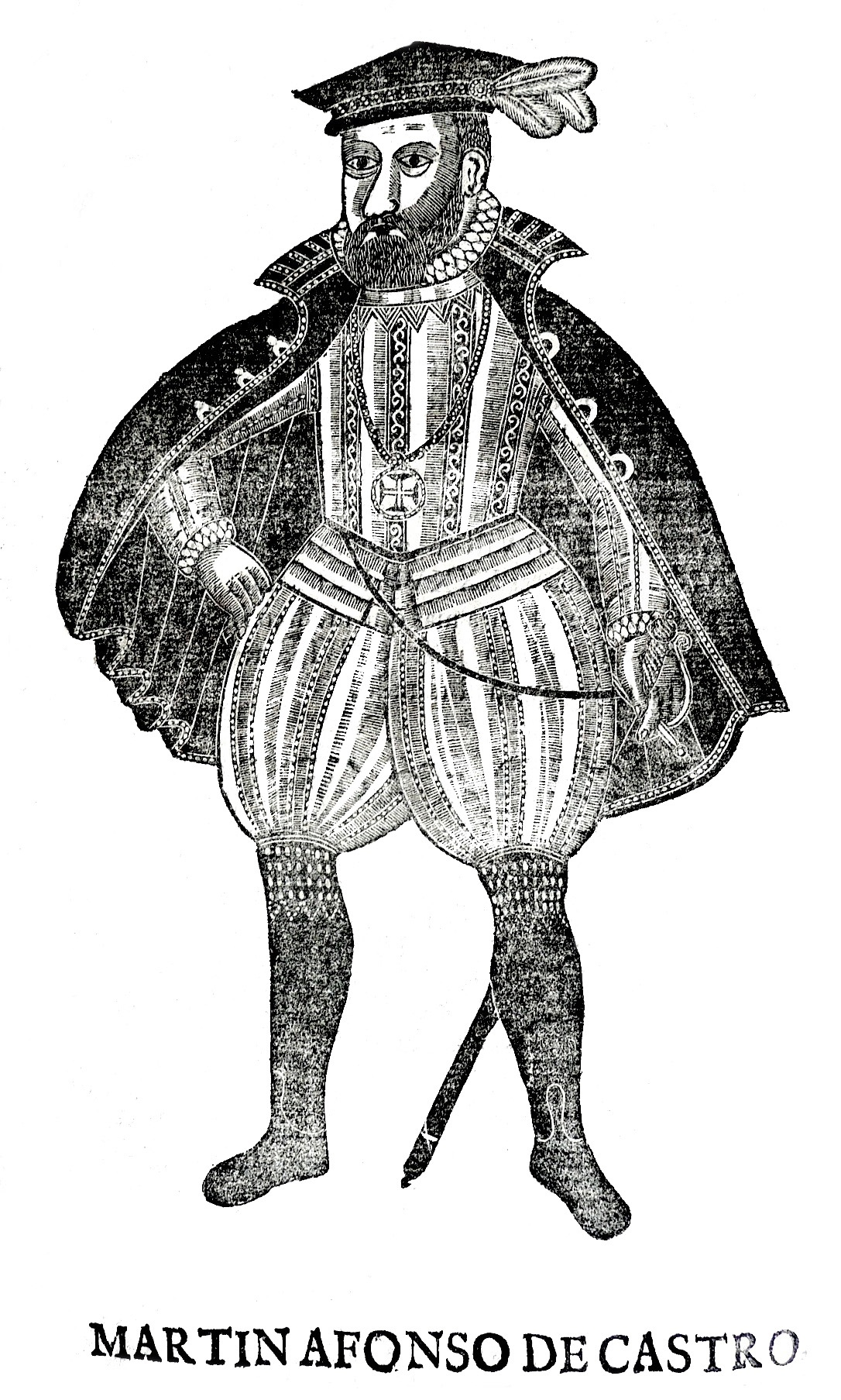
Portuguese Viceroy Martim Afonso de Castro

| Nome                           | Note |
| ------------------------------ | --- |
| Nossa Senhora da Conceição     | 1000 tonnellate, nave dell'ammiraglio Martim Afonso de Castro, capitanata da Manuel de Mascarenhas, bruciata il 31 ottobre |
| São Simeão                     | 900 tonnellate, capitanata da D. Francisco de Soto-mayor, bruciata il 25 ottobre                                           |
| São Salvador                   | 900 tonnellate, capitanata da Álvaro de Carvalho, affondata il 18 agosto                                                   |
| Nossa Senhora das Mercês       | 900 tonnellate, capitanata da Dom Henrique de Noronha                                                                      |
| Todos os Santos                | 800 tonnellate, capitanata da D. Francisco de Noronha, bruciata il 22 ottobre                                              |
| São Nicolau                    | 800 tonnellate, capitanata da D. Fernando de Mascarenhas, bruciata il 22 ottobre                                           |
| Santa Cruz                     | 600 tonnellate, capitanata da Sebastião Soares, bruciata il 22 ottobre                                                     |
| Dom Duarte de Guerra's galleon | 600 tonnellate, capitanata da Dom Duarte de Guerra, affondata il 18 agosto                                                 |
| António                        | 240 tonnellate, capitanata da António Sousa Falcão, bruciata il 29 ottobre                                                 |

## La battaglia

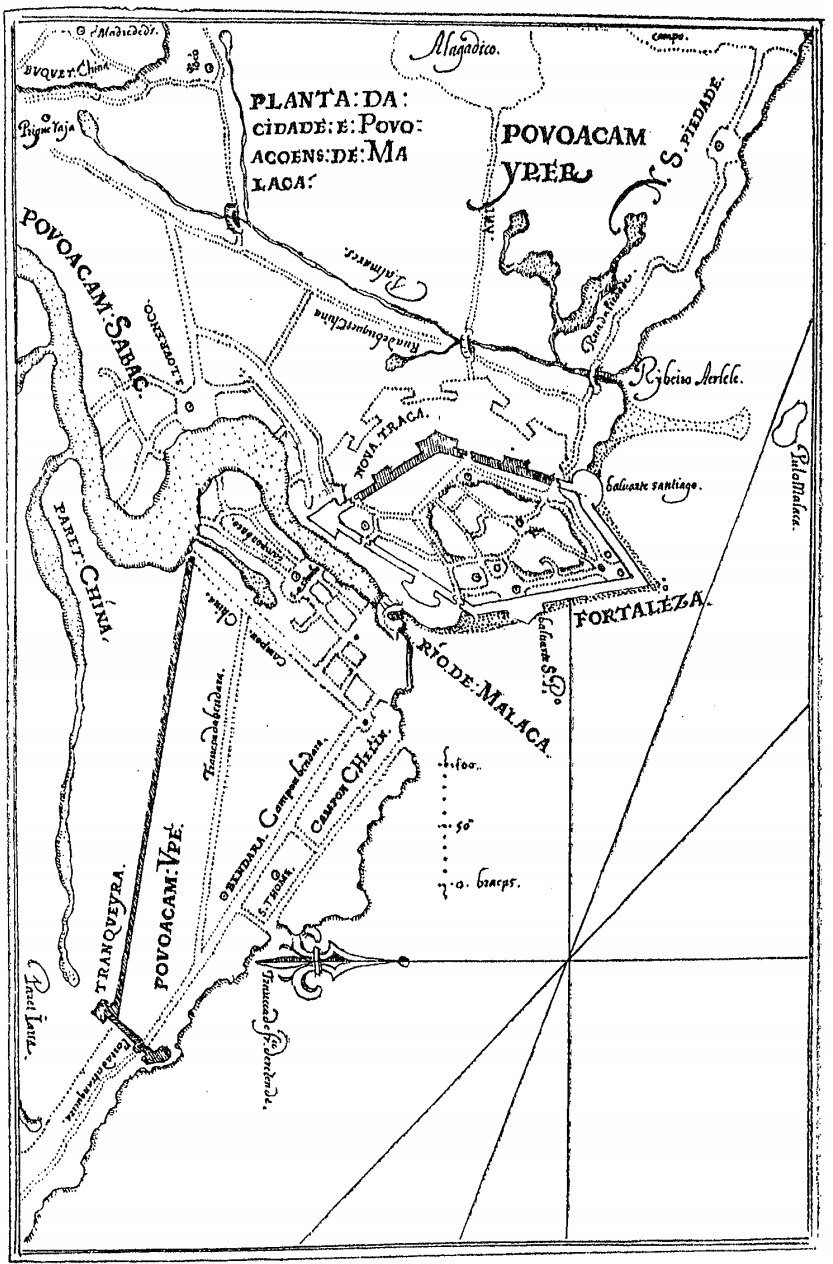
La Malacca portoghese e le isole circonvicine nel 1606

Matelief de Jonge iniziò l'assalto assediando la fortezza e la città di Malacca. Il comandante sperava che bloccando i rifornimenti ai portoghesi, la fame avrebbe costretto il nemico a capitolare. Ad ogni modo, questo non avvenne, in quanto gli alleati Johor non erano ancora sicuri del valore degli olandesi a Malacca e non concessero loro tutte le risorse promesse. Gli olandesi non potevano, coi pochi soldati disponibili, attaccare da soli e vincere una battaglia di terra.
Gli olandesi mantennero l'assedio alla città per un certo periodo e la situazione iniziò a peggiorare per i portoghesi sino al 14 agosto 1606 quando una flotta portoghese giunse a salvare la situazione da Goa. Guidata dal viceré locale, Dom Martim Afonso de Castro, l'assedio venne tolto quando le 20 navi iniziarono a scontrarsi con quelle della compagnia olandese delle Indie orientali nelle acque malacche. Le due flotte si scambiarono alcuni colpi di cannone e le navi portoghesi iniziarono a spostarsi verso nord, allontanando gli olandesi da Malacca. Il 16 agosto 1606, al largo della punta di Capo Rachado, iniziò una vera e propria battaglia tra le due formazioni.
La battaglia tentò in un primo momento di indebolire l'avversario prima che le navi si avvicinassero ed iniziasse uno scontro corpo a corpo. Dopo un paio di giorni di duelli a colpi di cannone, infatti, la mattina del 18 agosto, col vento favorevole per i portoghesi, Martim Afonso de Castro ordinò alle sue navi di iniziare lo scontro pesante. Matelief, vedendo il pericolo, ordinò alle sue navi di salpare verso altre mete. Per qualche ragione, ad ogni modo, l'olandese Nassau, non riuscì a girarsi velocemente e si trovò pericolosamente isolata rispetto al resto del gruppo di navi. La nave portoghese Santa Cruz abbordò la Nassau.
Matelief de Jonge ordinò alla sua nave ammiraglia, la Oranje, di portarsi a recuperare la Nassau, ma una manovra errata fece entrare in collisione la Oranje con la Middelburg. Mentre i capitani olandesi erano impegnati a dividere le due navi, la nave di Martim de Castro, la Nossa Senhora da Conceicão, abbordò la Nassau sull'altro lato. I marinai olandesi della Nassau riuscirono a saltare nelle scialuppe di salvataggio, lasciando la Nassau a bruciare senza di loro.
Nel frattempo, un'altra nave portoghese, la São Salvador, si portò verso le navi olandesi e colpì la Middelburg, ma venne immediatamente colpita dalla Oranje sull'altro lato, che venne a sua volta colpita dalla Nossa Senhora das Merces di dom Henrique de Noronha. Il duo divenne un quartetto nello scontro. Una battaglia furiosa scoppio tra le varie navi.

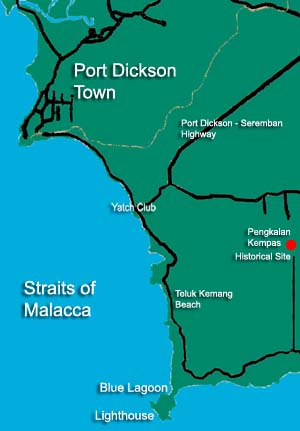
Collocazione del faro di Capo Rachado e della città di Port Dickson

In questa confusione entrò il galeone di Dom Duarte de Guerra, che cercò di aiutare la nave di Noronha togliendola dalla Oranje ormai in fiamme. Ma i venti non erano favorevoli e quelli che avrebbero dovuto essere i salvatori delle navi si trovarono loro stessi intrappolati. La Mauritius decise di entrare nel conflitto e speronò la nave di Dom Duarte de Guerra dall'altro lato.
Matelief de Jonge realizzò a quel punto che le navi più piccole degli olandesi non sarebbero durate a lungo e che avrebbero dovuto abbandonare la posizione prima che anche le navi più grandi degli olandesi levassero l'ancora. Egli ordinò alla Oranje di tagliare la via di fuga alla São Salvador, ma questa riuscì a fuggire nella confusione. La Merces era ancora legata alla Oranje e con essa si trovò trascinata. La Mauritius decise anch'essa di tagliare le funi che la tenevano legata per l'assalto al galeone di Dom Duarte de Guerra quando notarono che quest'ultima imbarcazione aveva preso fuoco.
Le navi rimanenti, la Middelburg, la São Salvador ed il galeone di Dom Duarte de Guerra, erano ancora incastrate tra loro.
Nel contempo, la battaglia continuava furiosamente anche tra la Oranje di Matelief e la Merces di Noronha, intrappolate tra loro. Matelief propose una tregua a dom Henrique de Noronha, per permettere alle navi di spegnere le loro fiamme e salvarle così dalla distruzione. Noronha concordò con l'idea. A bordo della Oranje, ad ogni modo, gli uomini non riuscivano a spegnere le fiamme. Il fato di Noronha sembrava segnato, ma Matelief, non volendo venire meno alla tregua che si era proposto, si offrì magnanimemente di tagliare le corde che tenevano legata la nave di Noronha alla propria, consentendo così all'imbarcazione portoghese di fuggire. Con un gesto di cortesia, Noronha ringraziò personalmente Matelief e si ripropose di non entrare mai più in conflitto con chi gli aveva salvato la vita.
Quest'ultimo gesto di cortesia, ad ogni modo, non venne digerito dal viceré Martim Afonso de Castro, che avrebbe preferito veder continuare a bruciare la nave di Noronha e con essa l'ammiraglia olandese. Dom Henrique de Noronha venne prontamente destituito dal comando della Mercês e rimpiazzato da un altro ufficiale.
Matelief de Jonge notò che le perdite subite erano state eccessive e disse ai propri di abbandonare lo scontro. La battaglia risultò così vinta dai portoghesi, ma il fallito attacco degli olandesi rappresentò comunque un inizio di minaccia al dominio dei portoghesi nell'arcipelago.

### Conseguenze
Gli olandesi giunsero al fiume Johor il 19 agosto 1606. Gli olandesi avevano perso la Nassau e la Middelburg. 150 marinai olandesi erano stati uccisi o erano feriti, mentre le perdite per gli alleati Johor si attestavano a diverse centinaia di uomini. I portoghesi persero la São Salvador e il galeone di Dom Duarte de Guerra ma ebbero 500 morti. La battaglia mise a dura prova la tenacia degli olandesi contro i portoghesi, il che portò il sultano di Johor a confidare definitivamente nell'alleanza coi primi, fornendo assistenza, navi e risorse.

### Archeologia
Tutte e quattro le navi colate a picco presso Capo Rachado vennero trovate da Gerald Caba della CABACO Marine Pte Ltd di Singapore nel 1995, sotto la supervisione di Mensun Bound dell'Università di Oxford. La Nassau venne trovata a circa 8 km al largo dell'attuale città di Port Dickson, Negeri Sembilan. Il relitto aveva ancora a bordo 15 cannoni, palle di cannone, barili di legno, ossa di animali, monete e addirittura un vaso cinese. Il relitto della Middelburg, della São Salvador e del galeone di Dom Duarte de Guerra vennero trovati a 0,7 km dalla Nassau.
Alcuni degli oggetti ritrovati a bordo della Nassau sono oggi esposti al Lukut Museum di Port Dickson.